# Paolo Segneri der Ältere

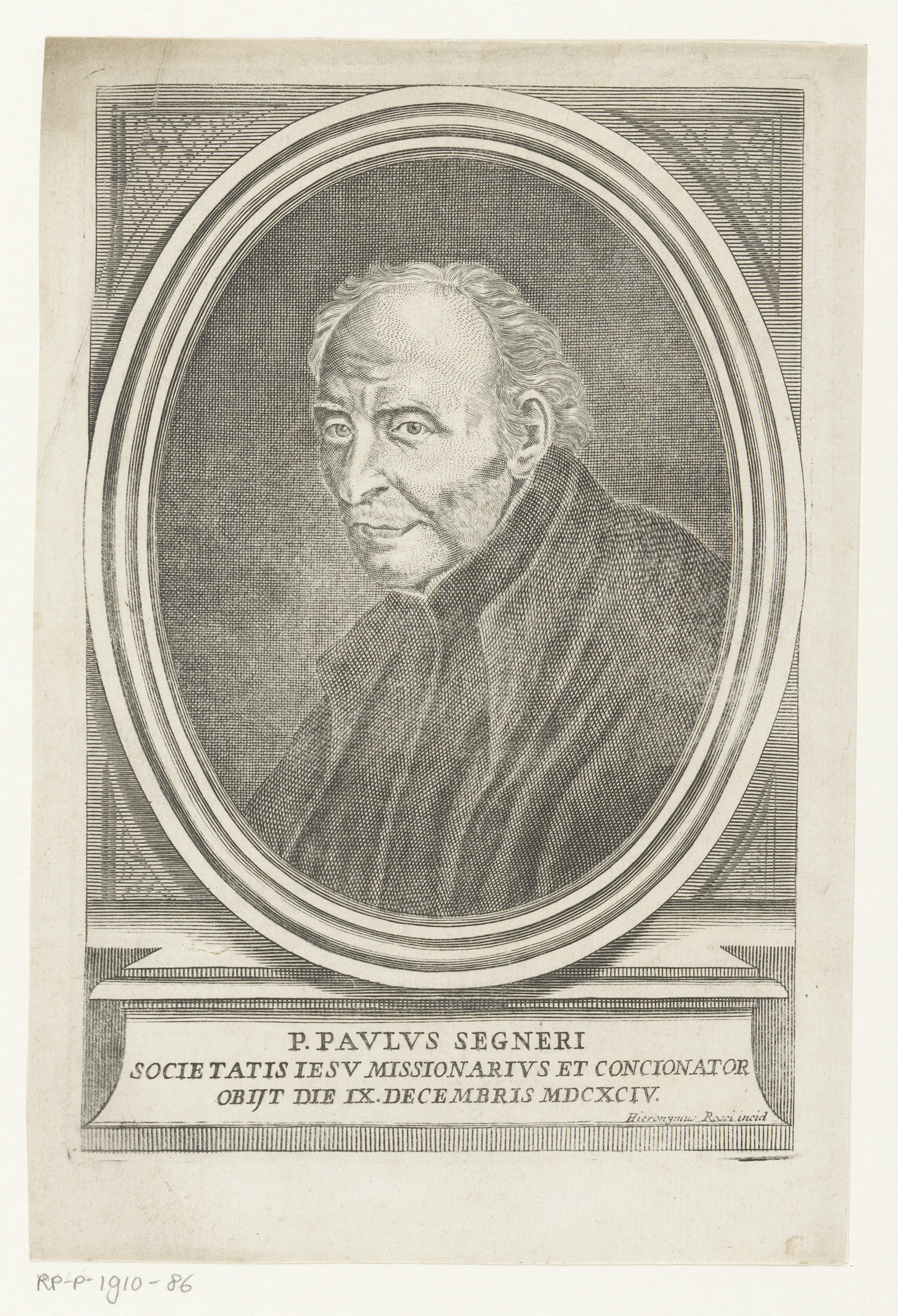
Paolo Segneri

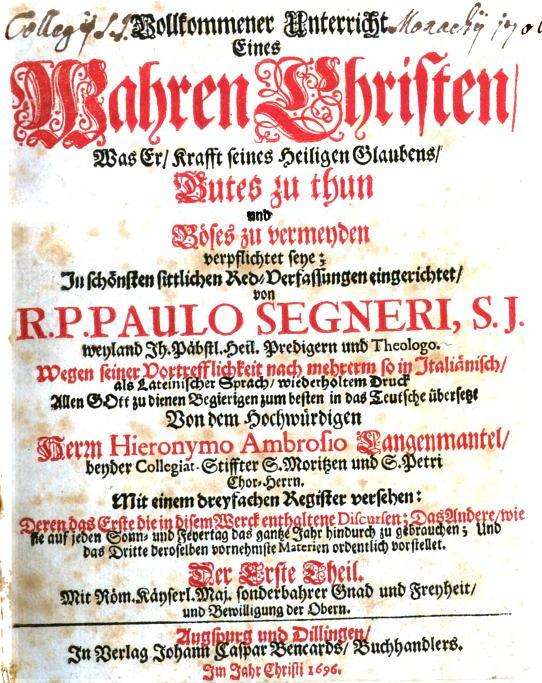
Titelblatt der von Hieronymus Ambrosius Langenmantel übersetzten Il cristiano istruito nella sua legge, 1696

Paolo Segneri SJ (* 21. März 1624 in Nettuno; † 9. Dezember 1694 in Rom) war ein italienischer Jesuit, Theologe und Volksmissionar. Zur Unterscheidung von seinem Neffen Paolo Segneri (1673–1713), ebenfalls Jesuit, wird er Paolo Segneri der Ältere genannt.

## Leben
Segneri trat am 2. Dezember 1637 in Rom in den Jesuitenorden ein und begann das Noviziat. Während seines Studiums am Collegio Romano der Jesuiten veröffentlichte er 1648 eine Übersetzung der 1643 entstandenen Schrift De bello belgico von Famianus Strada SJ. 1653 wurde Segneri zum Priester geweiht und lehrte zunächst in Pistoia Grammatik.
Ab 1665 wirkte Paolo Segneri in der Zeit der Gegenreformation als Prediger und Volksmissionar in Mittel- und Norditalien. Zusammen mit Giovanni Pietro Pinamonti SJ entwickelte er im ländlichen  Raum die Methode der zentralen Mission, die nicht in jeder Ortschaft stattfand, sondern an einem zentralen Ort. Elemente der Volksmission waren Prozessionen, Bußgottesdienste und Predigten im Freien. Allmählich übertrug er diese Form der Mission auf die Residenz- und Hauptstädte, wo die Weltpriester und Stadtoberen ihre zunächst skeptische Haltung ablegten, als sie sahen, dass sich die Methode auf dem Land als wirksam erwiesen hatte. Förderung erfuhr sein Wirken durch Regenten in der Toskana (Cosimo III. de’ Medici), in Modena und Genua, als sein Geschick zur Streitschlichtung erkannt wurde. Segneri vermittelte in zum Teil blutigen Fehden zwischen Familien und Orten; dabei bestand er auf der öffentlichen Beilegung von Streitigkeiten. In seinen Predigten verband er dramatisierende Rhetorik und Gestik und die schwerpunktmäßige Betonung von Tod und Hölle des italienischen Missionierungsstils mit Elementen der Belehrung, wie sie von französischen Seelsorgern bevorzugt wurden. Nach Einschätzung des Kirchenhistorikers Herman H. Schwedt war Paolo Segneri der Ältere der berühmteste Prediger Italiens in der frühen Neuzeit.
Segneri lebte asketisch. Er legte große Strecken barfüßig zurück, trug bei Bußübungen eine Dornenkrone und geißelte sich. Bereits bei seiner Tätigkeit in Pistoia wurde er fast gehörlos, was es ihm erschwerte, als Redner Aussprache und Lautstärke zu steuern. Als einer der ersten bekämpfte er die zeitgenössische Frauenfeindlichkeit, indem er die Frauen als Mitarbeiterin der Kirche bei der (Wieder-)Bekehrung der Männer und Christianisierung der Familien sah und förderte.
In seinen Schriften (Concordia, 1680 und Lettera, 1681) wandte sich Paolo Segneri gegen die Vertreter eines asketischen Quietismus wie Miguel de Molinos. Beide Werke wurden auf den kirchlichen Index der verbotenen Bücher gesetzt; jedoch wurde Segneri nach der Lehrverurteilung gegen de Molinos 1687 und dem Tod von Papst Innozenz XI. rehabilitiert. Papst Innozenz XII. ernannte ihn 1692 zum Prediger des Apostolischen Palastes und zum theologischen Fachberater der Pönitentiarie, 1693 außerdem zum Qualifikator (Fachgutachter) des Sanctum Officium für die Inquisitionskongregation. Im Richtungsstreit in der Moraltheologie zwischen  augustinischem Rigorismus und jesuitischem Probabilismus vertrat er gegen den Rigorismus des Jesuitengenerals Tirso González eine probabilistische Position, die der menschlichen Freiheit in der Gnadenlehre und Moraltheologie einen höheren Stellenwert zuweist; er modifizierte seine Lehre in seinen praktischen Schriften später zum vermittelnden sog. Äquiprobabilismus, ähnlich wie die deutschen Jesuiten Johann Christoph Raßler und Maximilian Raßler († 1719). Durch Übersetzungen seiner insgesamt rund 600 Schriften in zahlreiche Sprachen wurde er in Europa und bis in den Libanon und in die Türkei bekannt. Autoren wie Nikodemos von Naxos gen. Hagiorita und Athanasios Varouchas († 1708) stützten sich auf ihn, so dass seine Gedanken den lateinischen Einfluss auf die griechisch-orthodoxe Kirche verstärkten, wie die Propagierung des täglichen Kommunionempfangs und geprägte Gebetsübungen statt einfacher Kontemplation.
Von Segneris Studienfreund Giuseppe Massei SJ stammt eine Biographie im Stil einer Hagiographie, die ihn als hervorragenden Vertreter der vom Jesuitenorden damals mehrheitlich getragenen gegenreformatorischen Theologie und Kirchenpolitik schildert.

## Werke
- La manna dell'anima. Bologna 1673 (deutsch: Regensburg, 2. Aufl. 1879)
- Quaeresimale. Florenz 1679 (deutsch: Regensburg 1912)
- Concordia, 1680
- Lettera, 1681
- Il cristiano istruito nella sua legge, 1686